# Achern
Achern is een plaats in de Duitse deelstaat Baden-Württemberg, gelegen in het Ortenaukreis. De stad is een Große Kreisstadt en telt 25.615 inwoners.

## Geografie
Achern heeft een oppervlakte van 65,24 km² en ligt in het zuidwesten van Duitsland aan de monding van het Acherndal in de Rijnvlakte.
Door de gunstige ligging is het een industriecentrum geworden en is er een belangrijke wijnhandel.

## Geboren in Achern
- Julius Hirsch (1892-1945), voetballer
- Florent Muslija (1998), voetballer

Achern ·
Appenweier ·
Bad Peterstal-Griesbach ·
Berghaupten ·
Biberach ·
Durbach ·
Ettenheim ·
Fischerbach ·
Friesenheim ·
Gengenbach ·
Gutach (Schwarzwaldbahn) ·
Haslach im Kinzigtal ·
Hausach ·
Hofstetten ·
Hohberg ·
Hornberg ·
Kappel-Grafenhausen ·
Kappelrodeck ·
Kehl ·
Kippenheim ·
Lahr/Schwarzwald ·
Lauf ·
Lautenbach ·
Mahlberg ·
Meißenheim ·
Mühlenbach ·
Neuried ·
Nordrach ·
Oberharmersbach ·
Oberkirch ·
Oberwolfach ·
Offenburg ·
Ohlsbach ·
Oppenau ·
Ortenberg ·
Ottenhöfen im Schwarzwald ·
Renchen ·
Rheinau ·
Ringsheim ·
Rust ·
Sasbach ·
Sasbachwalden ·
Schuttertal ·
Schutterwald ·
Schwanau ·
Seebach ·
Seelbach ·
Steinach ·
Willstätt ·
Wolfach ·
Zell am Harmersbach